# Renate Haußleiter-Malluche

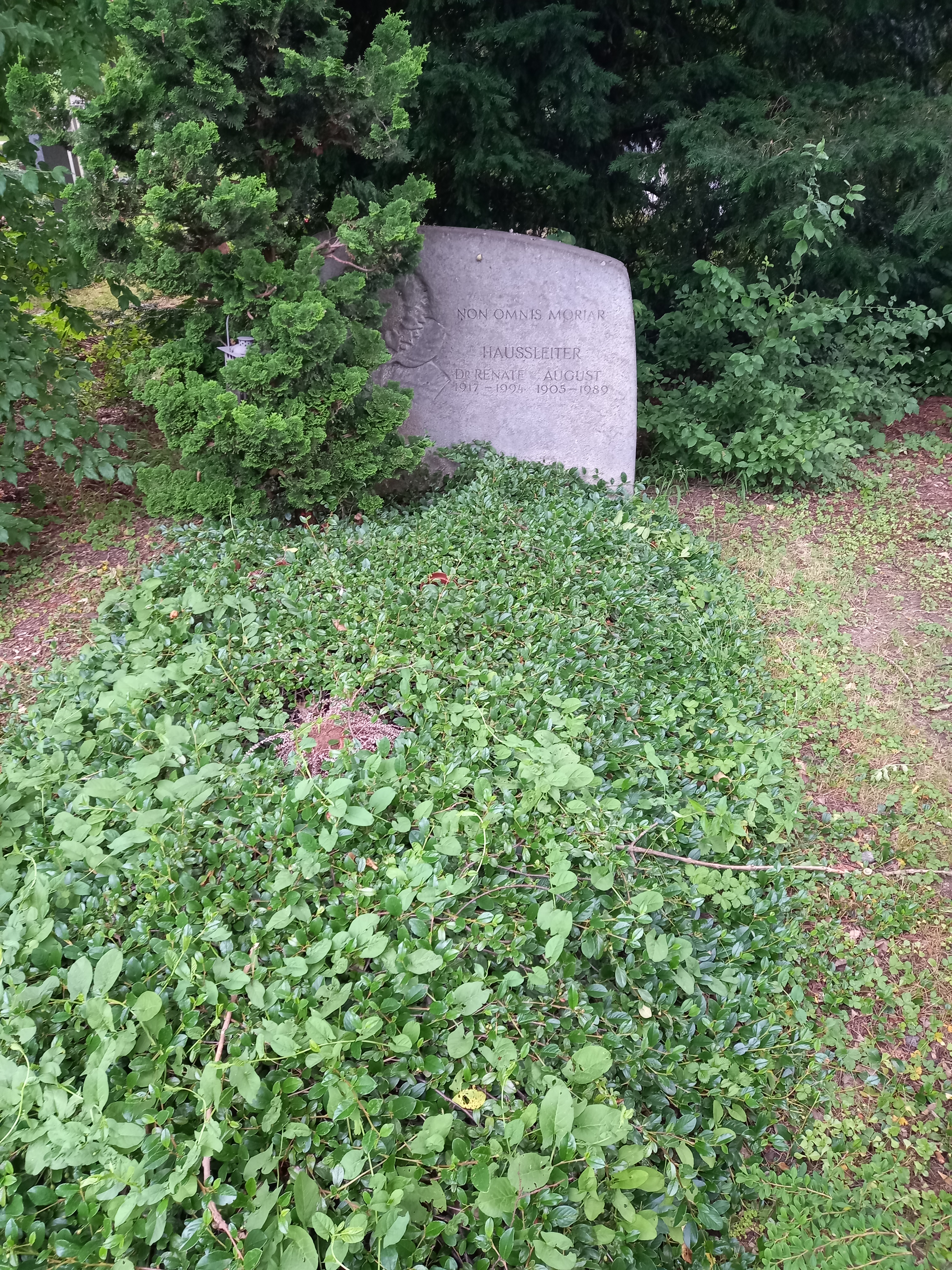
Das Grab von Renate Haußleiter-Malluche und ihrem Ehemann August Haußleiter auf dem Westfriedhof (München)

Renate Haußleiter-Malluche, geborene Münzberg (* 8. Mai 1917 in Breslau; † 27. November 1994) war eine deutsche Politikerin (DG, AUD, Grüne).

## Leben und Beruf
Haußleiter-Malluche, die auch BDM-Gauführerin war, studierte Medizin und erhielt 1941 die Approbation als Ärztin. Zunächst arbeitete sie in der Universitäts-Kinderklinik in Breslau, anschließend als Assistenzärztin im Reservelazarett in Ernsdorf. Dort musste sie oftmals 24 Stunden ohne Unterbrechung Notoperationen durchführen. Essen und Trinken waren streng rationiert und nur Offiziere wurden versorgt. Aufgrund dieser Situation entschloss sie sich, die Offizierslaufbahn einzuschlagen. Somit war sie eine von zwei Ärztinnen, die in der Wehrmacht zu Offizierinnen befördert wurden. Nach dem Zweiten Weltkrieg kam sie als Heimatvertriebene nach Bayern und eröffnete eine Arztpraxis in Gößweinstein.
1963 heiratete sie den AUD-Vorsitzenden August Haußleiter.

## Politik
Bereits 1948 wurde Malluche für die Notgemeinschaft Deutschlands in den Kreistag im Landkreis Pegnitz gewählt. 1949 beteiligte sie sich an der Gründung der national-neutralistischen Deutschen Gemeinschaft, deren Generalsekretärin sie von 1952 bis zum Aufgehen der Partei in der Aktionsgemeinschaft Unabhängiger Deutscher war. Zudem gehörte sie auch dem bayerischen Landesvorstand der Partei an. Für die DG wurde sie 1950 auf der Gemeinschaftsliste mit dem BHE in den Bayerischen Landtag gewählt. Mit dem Scheitern der DG bei der Landtagswahl 1954 schied sie wieder aus dem Parlament aus. Auch in der AUD gehörte Haußleiter-Malluche dem Parteivorstand an. Als sich die AUD 1979 an der Bildung der Grünen beteiligte, wurde sie auch Mitglied der Umweltpartei, deren bayerische Landesschatzmeisterin sie war.

## Veröffentlichungen
- Erfahrungen mit der Ösophagogastrostomie zur Behandlung des Cardiospasmus. 1943.
- Mut zum Frieden. Also-Druck und Verlag, 1970, ISBN 3-87032-002-8.
- Alte Autorität und junge Generation. Also-Druck und Verlag, 1971, ISBN 3-87032-010-9.
- Die Frau von morgen. AUD-Verlag, 1982.